# Shelden Williams
Pour les articles homonymes, voir Williams.
Shelden Williams (né le 21 octobre 1983 à Oklahoma City, Oklahoma) est un joueur américain de basket-ball évoluant au poste d'ailier fort.

## Biographie
De 2002 à 2006, il joue pour les Blue Devils de Duke, équipe dans laquelle il s'impose comme une star du basket-ball universitaire. C'est un défenseur combatif, bon rebondeur et gros contreur. Il est drafté en 2006 en 5e position par les Hawks d'Atlanta. Dans la NBA, il peine à confirmer les espoirs placés en lui. En cours de saison 2007-2008, il est envoyé aux Kings de Sacramento, dans le cadre du transfert de Mike Bibby aux Hawks.
Le 19 février 2009, il est envoyé avec Bobby Brown aux Timberwolves du Minnesota en échange de Rashad McCants et Calvin Booth.
Le 7 août 2009, il signe un contrat d'un an avec les Celtics de Boston.
Le 14 juillet 2010, il signe un contrat d'un an avec les Nuggets de Denver.
Le 22 février 2011, il est envoyé aux Knicks de New York dans le cadre du transfert de Carmelo Anthony.
À l'été 2012, il part en France, chez l'Élan Chalon, qualifié en Euroligue.
En octobre 2013, Williams signe en Chine à Tianjin Pioneers.

## Anecdotes
Il était surnommé "The Landlord" (Le propriétaire) par les fans des Blue Devils, en référence à sa domination dans la raquette. Chacun de ses contres était accompagné d'un "Pay your rent!" (Paye ton loyer!) par le public.

## Vie personnelle
Shelden Williams épouse en 2008 la joueuse de basket-ball Candace Parker, avec qui il a eu une fille, Lailaa Nicole Williams.
Le couple se sépare durant l'été 2016. Le divorce est prononcé en 2018 et Candace Parker doit effectuer un paiement unique de 400 000 $ à Williams qui n'est alors plus actif en NBA, les deux ex-époux devant par la suite se partager de manière égale les frais d'éducation et de santé de leur fille.